# ویتوریا اسکیزانو
ویتوریا اسکیزانو (به انگلیسی: Vittoria Schisano) با نام سابق جوزپه اسکیزانو (زاده ۱۱ نوامبر ۱۹۷۷) بازیگر ایتالیایی است.
او یک زن ترنس است.

## زندگی
او با نام جوزپه زاده شد و در استان ناپل بزرگ شد. در سال ۱۹۹۸ برای تحصیل در رشته بازیگری به رم رفت. وی پس از چندین سال بازیگری در تئاتر، اولین بار در سال ۲۰۰۵ در فیلم تلویزیونی پسر من بازی کرد. در سال ۲۰۰۹ وی جایزه بهترین بازیگر جدید (بخش داستان و تلویزیون) را دریافت کرد. در سال ۲۰۱۰ او بار دیگر در سریال تلویزیونی من و پسرم نقش دیمین را بازی کرد، در همان سال او به عنوان بازیگر در چهلمین دوره روز اروپا جایزه دریافت کرد.
در ۱۷ نوامبر ۲۰۱۱، در گفتگویی که در مجله Sette del Corriere della Sera منتشر شد اعلام کرد که راه تغییر جنسیت را در پیش گرفته‌است و در پایان آن نام ویتوریا اسکیزانو را انتخاب کرد. او سپس به عنوان بازیگر به کار خود ادامه داد و در فیلم‌های دیگری ظاهر شد.